# Iwaruna
Iwaruna é um gênero de traça pertencente à família Agonoxenidae.